# Törrvesklint
Törrvesklint este o arie protejată (arie specială de conservare — SAC, sit de importanță comunitară — SCI) din Suedia întinsă pe o suprafață de 37,3 ha, integral pe uscat.

## Localizare
Centrul sitului Törrvesklint este situat la coordonatele 57°49′24″N 18°28′37″E / 57.8234°N 18.477°E.

## Înființare
Situl Törrvesklint a fost declarat sit de importanță comunitară în august 2015 pentru a proteja un număr necunoscut de specii din flora spontană și fauna sălbatică aflate în arealul zonei. Situl a fost protejat și ca arie specială de conservare în octombrie 2021.

## Biodiversitate
Situată în ecoregiunile boreală și marină baltică, aria protejată conține 7 habitate naturale: Pajiști uscate seminaturale și facies de acoperire cu tufișuri pe substraturi calcaroase (Festuco-Brometalia) (* situri importante pentru orhidee), Pante stâncoase calcaroase cu vegetație casmofită, Pajiști cu Molinia pe soluri calcaroase, turboase sau argilos-nămoloase (Molinion caeruleae), Faleze cu vegetație de pe coastele atlantice și baltice, Taiga vestică, Vegetație perenă pe țărmurile stâncoase, Mlaștini alcaline.
La baza desemnării sitului se află un număr nedeclarat de specii protejate.